# 1951-es magyar női röplabdabajnokság
Az 1951-es magyar női röplabdabajnokság a hatodik magyar női röplabdabajnokság volt. A bajnokságot teljesen átszervezték. A csapatok területi (budapesti és megyei) bajnokságokban játszottak, a győztesek (Budapestről és egyes megyékből több helyezett is) az országos középdöntőben, majd az országos döntőben küzdöttek tovább a végső helyezésekért. Budapesten tizenkét csapat indult el, a csapatok egy kört játszottak. Az országos fordulókban is csak egy kör volt.
- A BSE új neve Bp. Petőfi VTSK lett.
- A Ganzvillany Vasas új neve Vasas Ganzvillamossági lett.
- A Bp. DISZ FSE új neve Bp. Haladás lett.
- A X. ker. ÉDOSZ új neve Kinizsi Sörgyár lett.
- A Ganz Vasas új neve Vasas Ganzvagon lett.
- A Meteor Háztartási Bolt új neve VM Háztartási Bolt lett.
- Az Építők KSE új neve Bp. Építők lett.

## Országos döntő
| #  | Csapat                 | M | Gy | V | Sz+ | Sz- | P |
| -- | ---------------------- | - | -- | - | --- | --- | - |
| 1. | Bp. Petőfi VTSK        | 5 | 4  | 1 | 14  | 3   | 8 |
| 2. | Vasas Ganzvillamossági | 5 | 4  | 1 | 14  | 6   | 8 |
| 3. | Bp. Haladás            | 5 | 4  | 1 | 12  | 8   | 8 |
| 4. | Csepeli Vasas          | 5 | 2  | 3 | 7   | 11  | 4 |
| 5. | Kinizsi Sörgyár        | 5 | 1  | 4 | 8   | 12  | 2 |
| 6. | Soproni Lokomotív      | 5 | 0  | 5 | 0   | 15  | 0 |

* M: Mérkőzés Gy: Győzelem V: Vereség Sz+: Nyert szett Sz-: Vesztett szett P: Pont

## Országos középdöntő
- Győr: 1. Soproni Lokomotív 6, 2. Szombathelyi Vörös Lobogó 4, 3. Esztergomi Petőfi 2, 4. Ajkai Vasas 0 pont
- Budapest: 1. Bp. Petőfi VTSK 4, 2. Nádasladányi Tőzegbányász 2, 3. Szolnoki Lendület 0 pont
- Miskolc: 1. Vasas Ganzvillamossági 6, 2. Miskolci Lokomotív 4, 3. Somoskőújfalui Lokomotív 2, 4. Egri Haladás 0 pont
- Debrecen: 1. Kinizsi Sörgyár 6, 2. Nyíregyházi Petőfi 4, 3. Békéscsabai Lokomotív 2, 4. Debreceni Lokomotív 0 pont
- Szeged: 1. Bp. Haladás 6, 2. Szegedi Postás 4, 3. Kiskunhalasi Lokomotív 2, 4. Törökbálinti Vasas 0 pont
- Pécs: 1. Csepeli Vasas 4, 2. Pécsi Leőwei Klára gimnázium 2, 3. Kaposvári Lendület 0 pont

## Budapesti csoport
| #   | Csapat                 | M  | Gy | V  | Sz+ | Sz- | P  |
| --- | ---------------------- | -- | -- | -- | --- | --- | -- |
| 1.  | Bp. Petőfi VTSK        | 11 | 11 | 0  | 33  | 6   | 22 |
| 2.  | Vasas Ganzvillamossági | 11 | 9  | 2  | 31  | 8   | 18 |
| 3.  | Bp. Haladás            | 11 | 8  | 3  | 26  | 15  | 16 |
| 4.  | Kinizsi Sörgyár        | 11 | 7  | 4  | 25  | 19  | 14 |
| 5.  | Csepeli Vasas          | 11 | 7  | 4  | 23  | 18  | 14 |
| 6.  | Bp. Vörös Meteor       | 11 | 6  | 5  | 20  | 16  | 12 |
| 7.  | Vasas Ganzvagon        | 11 | 5  | 6  | 20  | 18  | 10 |
| 8.  | VM Háztartási Bolt     | 11 | 5  | 6  | 13  | 21  | 10 |
| 9.  | Bp. Postás             | 11 | 4  | 7  | 18  | 22  | 8  |
| 10. | VL Kistext             | 11 | 3  | 8  | 14  | 29  | 6  |
| 11. | Bp. Építők             | 11 | 1  | 10 | 6   | 30  | 2  |
| 12. | Vasas MÁVAG            | 11 | 0  | 11 | 3   | 30  | 0  |

* M: Mérkőzés Gy: Győzelem V: Vereség Sz+: Nyert szett Sz-: Vesztett szett P: Pont